# Антони Шрам
Антони Марек Шрам (рођен 2. септембра 1941. у Бережанима, преминуо 27. августа 2019. у Лођу) – пољски историчар умјетности, конзерватор споменика, музејски радник и публициста, повезан са Лођом, доктор хуманистичких наука. Суоснивач и директор Музеја града Лођа од 1975. до 1988. године. Оснивач и први директор Музеја кинематографије у Лођу (1986–2000).

## Биографија
Дипломирао је на Универзитету Адам Мицкјевич у Познању, гдје је докторирао историју умјетности. Од 1964. године живио је и радио у Лођу. У почетку је био запослен у Музеју историје револуционарног покрета, а од 1971. године обављао је функцију градског конзерватора споменика. Припремио је први списак заштићених локалитета у граду, који је обухватао многе бивше фабричке и индустријске зграде. Био је иницијатор и оснивач музеја у Лођу: Музеја града Лођа 1975. и Музеја кинематографије 1986. године; руководио је објема институцијама. Дуги низ година је водио огранак Удружења историчара умјетности у Лођу. Такође је био консултант током продукције филма Обећана земља у режији Анджеја Вајде (1974).
Године 2015. добио је награду градоначелника Лођа у области умјетности, заштите и промоције културе. Исте године, Фондација Пјотрковске улице одликовала га је титулом Грађанин Шрам – Први анђео Лођа. Такође је добио награду Латерна Магика за промоцију филма.
На изборима за Европски парламент 2004. године био је кандидат Националное грађанске коалиције „ОКО“, а на локалним изборима 2006. године за вијеће Лођа са листе Регионалног удружења пријатеља Лођа и Лођског војводства „Пшимеже“. Придружио се Националној странци пензионера и умировљеника. На локалним изборима 2014. године поново се кандидовао за одборника Лођа на листи СЛД Љевица заједно, а на парламентарним изборима 2015. године за Сејм у име Уједињене љевице, такође није успио да добије мандат.
Сахрањен је на Градском гробљу у Долију. Имао је 78 година. Антонијевом последњем путовању присуствовали су представници културних институција Лођа, градских власти, умјетници, породица и пријатељи. Опроштајне ријечи изговорили су потпредсједник Лођа, Кшиштоф Пјантковски и Влођимеж Адамјак из Фондације улице Пјотрковска, који су рекли: - Не могу да се опростим од Вас, јер су анђели бесмртни.

## Награде
- Сребрна медаља „За заслуге у култури Глорија Артис“

## Публикације
- Folklor ziemi łódzkiej (1970., заједно са Јаном Дековским)
- Architektura Łodzi przemysłowej (1970., заједно са Анджејем Вахом)
- Łódź (1997., заједно са Јанушем Викторовским)
- Inicjatywy budowlane I. K. Poznańskiego jako wyraz mecenatu artystycznego łódzkiego przemysłowca (1998.)
- Chodzenie po linie w wersji francuskiej (Лођ, 2005.)

Шрам је био аутор и коаутор скоро двадесет књига и албума. „Chodzenie po linie“ у француској верзији је збирка чланака из лођске штампе од 1971. до 2004. године (ранија издања су садржала чланке из 1971. до 1981. године).